# 查普曼 (肯塔基州)
查普曼（英語：Chapman）是位於美國肯塔基州勞倫斯縣的一個非建制地區。

## 地理
查普曼所處的海拔為高於海平面177米（即581英呎），而該地所採用的時區為UTC-5，即北美東部時區（EST）。同時該地設有夏令時間，為UTC-5調快一小時，即UTC-4（EDT）。